# Simon Foucher
Simon Foucher (Dijon, 1 maart 1644 - Parijs, 27 april 1696) was een Frans filosoof en kapelaan.

## Biografie
Hij werd in Dijon geboren als zoon van koopman Nicolas Foucher en Anne Richot, en schijnt al vrij vroeg de heilige eed te hebben afgelegd. Enkele jaren bekleedde hij de functie van domheer te Dijon, maar hij legde zijn functie neer om in Parijs te vestigen. Hij promoveerde in de theologie aan de Sorbonne. Het is bekend dat hij een tijd heeft gewoond boven een kruidenierswinkel aan de rue de la Truanderie, een dwarsstraat op de rue Saint Denis, waar hij als kapelaan werkzaam was. De rest van zijn leven verblijft hij in Parijs.

## Werken

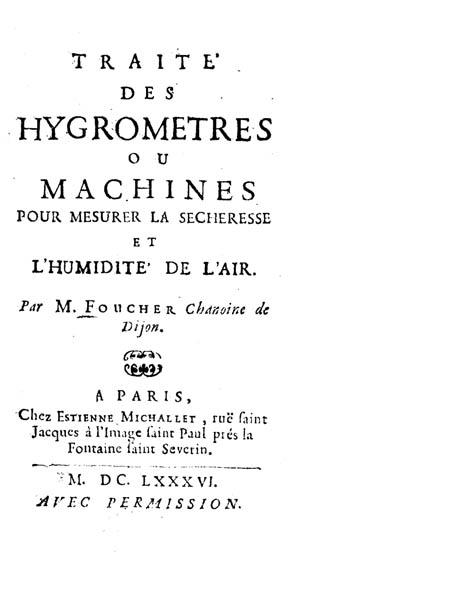
Traité des hygrometres (1686)

Foucher genoot enorme reputatie als sluwe opponent van Malebranche en Leibniz. In zijn publicatie uit 1673, Dissertation sur la recherche de la vérité, bracht hij over het voetlicht wat de drijfveer van mensen is om voor bepaalde zekerheden te kiezen. Hij schreef onder meer dat mensen vanaf de geboorte al dogma-lustig zijn.
In Traité des hygromètres ou machines pour mesurer la sécheresse et l'humidité uit 1684 staan 4 uittreksels van brieven die aan Edme Mariotte zijn gericht. Deze brieven aan Edme Mariotte zijn van 29 jan, 10 feb, 21 april en 9 mei 1673, toen Foucher nog kapelaan was. Dit werk met deze brieven werd pas in 1686 gepubliceerd, na de dood van Edme Mariotte (1684). Voor dit boek over hygrometrie hanteert Foucher zijn titel domheer van Dijon.

## Hoofdwerken
- Dissertation sur la recherche de la vérité, ou sur la philosophie académique (1673) (Een uiteenzetting van de principes voor academische scepticisme) (Dissertation on the Search for Truth)
- Critique de la Recherche de la vérité (1675) (Een kritiek op Malebranche's werk)
- Dissertations sur la recherche de la vérité, contenant l'histoire et les principes de la philosophie des acedemiciens. Avec plusieurs réflexions sur les sentimens de M. Descartes (1693) (Een collectie van geschriften tegen Malebranche)
- Traité des hygromètres ou machines pour mesurer la sécheresse et l'humidité. Google books:

- Biblioteca Nacional de España: XX1653718
- Bibliothèque nationale de France: cb12141983p (data)
- CiNii: DA11255058
- Gemeinsame Normdatei: 118692305
- International Standard Name Identifier: 0000 0001 1063 8567
- Library of Congress Control Number: no93011366
- Nationale Bibliotheek van Israël: 987007261203305171
- Nederlandse Thesaurus van Auteursnamen: 070516537
- Réseau des bibliothèques de Suisse occidentale: 02-A003255461
- Istituto Centrale per il Catalogo Unico: UBOV361460
- Système universitaire de documentation: 029889731
- Virtual International Authority File: 56645975
- WorldCat: E39PBJkT9JX9rfgrvH43cwVQv3